# Marian Machowina
Marian Machowina (ur. 21 lipca 1936 w Wągrowcu) – polski lekkoatleta, oszczepnik.
Czwarty zawodnik mistrzostw Europy w Belgradzie (1962) z wynikiem 77,15. Dwukrotny brązowy medalista mistrzostw Polski (w 1959 i 1962).  Sześciokrotny uczestnik meczów międzypaństwowych, w latach 1961 - 1962, w których odniósł 3 zwycięstwa. W rankingu Track and Field News sklasyfikowany na 6. miejscu w roku 1961 i 7. miejscu rok później. Reprezentował barwy Startu Gdańsk (1954–55), Startu Elbląg (1956–58), Lechii Gdańsk (1959), bydgoskiego Zawiszy (1960–1970) i Budowlanych Bydgoszcz (od 1970 roku). Karierę sportową zakończył w 1974. Rekord życiowy: 81,27 (1 września 1962, Łódź).